# HC Oranje-Rood
 (mai 2022).
Si vous disposez d'ouvrages ou d'articles de référence ou si vous connaissez des sites web de qualité traitant du thème abordé ici, merci de compléter l'article en donnant les références utiles à sa vérifiabilité et en les liant à la section « Notes et références ».
Maillots
Hockeyclub Oranje-Rood, également connu sous le nom de HC Oranje-Rood ou simplement Oranje-Rood, est un club néerlandais de hockey sur gazon basé à Eindhoven, Brabant-Septentrional. Le club a été fondé le 1er juillet 2016 par la fusion de Oranje Zwart et EMHC.
En mai 2019, la première équipe féminine a remporté le premier prix du club en remportant la coupe nationale des Pays-Bas, la Gold Cup.

## Honneurs

### Hommes
Euro Hockey League
- Vice-champions (1): 2016-2017

### Femmes
Gold Cup
- Champions (1): 2018-2019